# 2018-as Formula–1 orosz nagydíj
Az orosz nagydíj volt a 2018-as Formula–1 világbajnokság tizenhatodik futama, amelyet 2018. szeptember 28. és szeptember 30. között rendeztek meg a Sochi Autodrom versenypályán, Szocsiban.

## Választható keverékek
| Abroncs           | Friss | Használt |
| ----------------- | ----- | -------- |
| Lágy keverék      |       |          |
| Ultralágy keverék |       |          |
| Hiperlágy keverék |       |          |
| Átmeneti esőgumi  |       |          |
| Teljes esőgumi    |       |          |

## Szabadedzések

### Első szabadedzés
Az orosz nagydíj első szabadedzését szeptember 28-án, pénteken délelőtt tartották.
| helyezés | versenyző          | csapat/motor         | elért idő | különbség | futott kör |
| -------- | ------------------ | -------------------- | --------- | --------- | ---------- |
| 1        | Sebastian Vettel   | Ferrari              | 1:34,488  | −         | 19         |
| 2        | Max Verstappen     | Red Bull-TAG Heuer   | 1:34,538  | +0,050    | 22         |
| 3        | Lewis Hamilton     | Mercedes             | 1:34,818  | +0,330    | 23         |
| 4        | Valtteri Bottas    | Mercedes             | 1:34,999  | +0,511    | 28         |
| 5        | Daniel Ricciardo   | Red Bull-TAG Heuer   | 1:35,524  | +1,036    | 11         |
| 6        | Esteban Ocon       | Force India-Mercedes | 1:35,663  | +1,175    | 24         |
| 7        | Kimi Räikkönen     | Ferrari              | 1:35,696  | +1,208    | 19         |
| 8        | Kevin Magnussen    | Haas-Ferrari         | 1:36,196  | +1,708    | 21         |
| 9        | Nico Hülkenberg    | Renault              | 1:36,274  | +1,786    | 18         |
| 10       | Antonio Giovinazzi | Sauber-Ferrari       | 1:36,712  | +2,224    | 22         |
| 11       | Romain Grosjean    | Haas-Ferrari         | 1:36,816  | +2,328    | 23         |
| 12       | Pierre Gasly       | Toro Rosso-Honda     | 1:36,944  | +2,456    | 25         |
| 13       | Lando Norris       | McLaren-Renault      | 1:37,022  | +2,534    | 25         |
| 14       | Charles Leclerc    | Sauber-Ferrari       | 1:37,054  | +2,566    | 24         |
| 15       | Artyom Markelov    | Renault              | 1:37,183  | +2,695    | 22         |
| 16       | Stoffel Vandoorne  | McLaren-Renault      | 1:37,187  | +2,699    | 27         |
| 17       | Nicholas Latifi    | Force India-Mercedes | 1:37,206  | +2,718    | 24         |
| 18       | Szergej Szirotkin  | Williams-Mercedes    | 1:37,225  | +2,737    | 25         |
| 19       | Brendon Hartley    | Toro Rosso-Honda     | 1:37,944  | +3,456    | 28         |
| 20       | Lance Stroll       | Williams-Mercedes    | 1:39,137  | +4,649    | 13         |

### Második szabadedzés
Az orosz nagydíj második szabadedzését szeptember 28-án, pénteken délután tartották.
| helyezés | versenyző         | csapat/motor         | elért idő | különbség | futott kör |
| -------- | ----------------- | -------------------- | --------- | --------- | ---------- |
| 1        | Lewis Hamilton    | Mercedes             | 1:33,385  | −         | 35         |
| 2        | Valtteri Bottas   | Mercedes             | 1:33,584  | +0,199    | 33         |
| 3        | Max Verstappen    | Red Bull-TAG Heuer   | 1:33,827  | +0,442    | 32         |
| 4        | Daniel Ricciardo  | Red Bull-TAG Heuer   | 1:33,844  | +0,459    | 37         |
| 5        | Sebastian Vettel  | Ferrari              | 1:33,928  | +0,543    | 33         |
| 6        | Kimi Räikkönen    | Ferrari              | 1:34,388  | +1,003    | 31         |
| 7        | Sergio Pérez      | Force India-Mercedes | 1:35,122  | +1,737    | 30         |
| 8        | Pierre Gasly      | Toro Rosso-Honda     | 1:35,137  | +1,752    | 28         |
| 9        | Esteban Ocon      | Force India-Mercedes | 1:35,147  | +1,762    | 33         |
| 10       | Marcus Ericsson   | Sauber-Ferrari       | 1:35,295  | +1,910    | 35         |
| 11       | Kevin Magnussen   | Haas-Ferrari         | 1:35,331  | +1,946    | 33         |
| 12       | Carlos Sainz Jr.  | Renault              | 1:35,341  | +1,956    | 37         |
| 13       | Charles Leclerc   | Sauber-Ferrari       | 1:35,432  | +2,047    | 32         |
| 14       | Nico Hülkenberg   | Renault              | 1:35,568  | +2,183    | 35         |
| 15       | Romain Grosjean   | Haas-Ferrari         | 1:35,911  | +2,526    | 35         |
| 16       | Brendon Hartley   | Toro Rosso-Honda     | 1:36,024  | +2,639    | 29         |
| 17       | Fernando Alonso   | McLaren-Renault      | 1:36,074  | +2,689    | 34         |
| 18       | Stoffel Vandoorne | McLaren-Renault      | 1:36,617  | +3,232    | 31         |
| 19       | Szergej Szirotkin | Williams-Mercedes    | 1:36,861  | +3,476    | 39         |
| 20       | Lance Stroll      | Williams-Mercedes    | 1:37,001  | +3,616    | 35         |

### Harmadik szabadedzés
Az orosz nagydíj harmadik szabadedzését szeptember 29-én, szombaton délelőtt tartották.
| helyezés | versenyző         | csapat/motor         | elért idő | különbség | futott kör |
| -------- | ----------------- | -------------------- | --------- | --------- | ---------- |
| 1        | Lewis Hamilton    | Mercedes             | 1:33,067  | −         | 13         |
| 2        | Valtteri Bottas   | Mercedes             | 1:33,321  | +0,254    | 16         |
| 3        | Sebastian Vettel  | Ferrari              | 1:33,667  | +0,600    | 14         |
| 4        | Kimi Räikkönen    | Ferrari              | 1:33,688  | +0,621    | 11         |
| 5        | Max Verstappen    | Red Bull-TAG Heuer   | 1:33,937  | +0,870    | 11         |
| 6        | Daniel Ricciardo  | Red Bull-TAG Heuer   | 1:34,394  | +1,327    | 14         |
| 7        | Charles Leclerc   | Sauber-Ferrari       | 1:34,628  | +1,561    | 15         |
| 8        | Esteban Ocon      | Force India-Mercedes | 1:34,809  | +1,742    | 16         |
| 9        | Kevin Magnussen   | Haas-Ferrari         | 1:34,820  | +1,753    | 15         |
| 10       | Sergio Pérez      | Force India-Mercedes | 1:34,916  | +1,849    | 14         |
| 11       | Carlos Sainz Jr.  | Renault              | 1:34,988  | +1,921    | 13         |
| 12       | Pierre Gasly      | Toro Rosso-Honda     | 1:35,125  | +2,058    | 21         |
| 13       | Romain Grosjean   | Haas-Ferrari         | 1:35,185  | +2,118    | 18         |
| 14       | Nico Hülkenberg   | Renault              | 1:35,213  | +2,146    | 12         |
| 15       | Marcus Ericsson   | Sauber-Ferrari       | 1:35,370  | +2,303    | 16         |
| 16       | Brendon Hartley   | Toro Rosso-Honda     | 1:36,033  | +2,966    | 22         |
| 17       | Szergej Szirotkin | Williams-Mercedes    | 1:36,071  | +3,004    | 16         |
| 18       | Lance Stroll      | Williams-Mercedes    | 1:36,274  | +3,207    | 20         |
| 19       | Stoffel Vandoorne | McLaren-Renault      | 1:36,597  | +3,530    | 14         |
| 20       | Fernando Alonso   | McLaren-Renault      | 1:36,992  | +3,925    | 21         |

## Időmérő edzés
Az orosz nagydíj időmérő edzését szeptember 29-én, szombaton futották.
| helyezés              | rajtszám | versenyző         | csapat/motor         | 1. rész  | 2. rész    | 3. rész  | rajthely | futott kör |
| --------------------- | -------- | ----------------- | -------------------- | -------- | ---------- | -------- | -------- | ---------- |
| 1                     | 77       | Valtteri Bottas   | Mercedes             | 1:32,964 | 1:32,744   | 1:31,387 | 1        | 17         |
| 2                     | 44       | Lewis Hamilton    | Mercedes             | 1:32,410 | 1:32,595   | 1:31,532 | 2        | 18         |
| 3                     | 5        | Sebastian Vettel  | Ferrari              | 1:33,476 | 1:33,045   | 1:31,943 | 3        | 18         |
| 4                     | 7        | Kimi Räikkönen    | Ferrari              | 1:33,341 | 1:33,065   | 1:32,237 | 4        | 18         |
| 5                     | 20       | Kevin Magnussen   | Haas-Ferrari         | 1:34,078 | 1:33,747   | 1:33,181 | 5        | 15         |
| 6                     | 31       | Esteban Ocon      | Force India-Mercedes | 1:34,290 | 1:33,596   | 1:33,413 | 6        | 17         |
| 7                     | 16       | Charles Leclerc   | Sauber-Ferrari       | 1:33,924 | 1:33,488   | 1:33,419 | 7        | 17         |
| 8                     | 11       | Sergio Pérez      | Force India-Mercedes | 1:34,084 | 1:33,923   | 1:33,563 | 8        | 16         |
| 9                     | 8        | Romain Grosjean   | Haas-Ferrari         | 1:34,022 | 1:33,517   | 1:33,704 | 9        | 17         |
| 10                    | 9        | Marcus Ericsson   | Sauber-Ferrari       | 1:34,170 | 1:33,995   | 1:35,196 | 10       | 17         |
| 11                    | 33       | Max Verstappen    | Red Bull-TAG Heuer   | 1:33,048 | idő nélkül |          | 19[1]    | 5          |
| 12                    | 3        | Daniel Ricciardo  | Red Bull-TAG Heuer   | 1:33,247 | idő nélkül |          | 18[2]    | 4          |
| 13                    | 10       | Pierre Gasly      | Toro Rosso-Honda     | 1:34,383 | idő nélkül |          | 17[3]    | 8          |
| 14                    | 55       | Carlos Sainz Jr.  | Renault              | 1:34,626 | idő nélkül |          | 11       | 6          |
| 15                    | 27       | Nico Hülkenberg   | Renault              | 1:34,655 | idő nélkül |          | 12       | 6          |
| 16                    | 28       | Brendon Hartley   | Toro Rosso-Honda     | 1:35,037 |            |          | 20[4]    | 7          |
| 17                    | 14       | Fernando Alonso   | McLaren-Renault      | 1:35,504 |            |          | 16[5]    | 6          |
| 18                    | 35       | Szergej Szirotkin | Williams-Mercedes    | 1:35,612 |            |          | 13       | 6          |
| 19                    | 2        | Stoffel Vandoorne | McLaren-Renault      | 1:35,977 |            |          | 15[6]    | 6          |
| 20                    | 18       | Lance Stroll      | Williams-Mercedes    | 1:36,437 |            |          | 14       | 7          |
| 107%-os idő: 1:38,878 |          |                   |                      |          |            |          |          |            |

Megjegyzés:
- ↑ 1:  — Max Verstappen összesen 43 rajthelyes büntetést kapott: minden erőforráselemet kicseréltek az autójában, ezért 35 helyet, a sebességváltó cseréjéért további 5 helyet, valamint nem lassított le a Q1-ben sárga zászló hatálya alatt, így még 3 rajthelyes büntetést kapott.[3]
- ↑ 2:  — Daniel Ricciardo összesen 40 rajthelyes büntetést kapott: az erőforráselemek cseréjéért 35 helyet, valamint a sebességváltó cseréjéért további 5 helyet.[4]
- ↑ 3:  — Pierre Gasly autójában kicserélték az erőforráselemeket, ezért 35 rajthelyes büntetést kapott.
- ↑ 4:  — Brendon Hartley autójában minden erőforráselemet kicseréltek, ezért 40 rajthelyes büntetést kapott.
- ↑ 5:  — Fernando Alonso autójában több erőforráselemet kicseréltek, ezért 30 rajthelyes büntetést kapott.[5]
- ↑ 6:  — Stoffel Vandoorne autójában sebességváltót cseréltek a futam előtt, ezért 5 rajthelyes büntetést kapott.[6]

## Futam
Az orosz nagydíj futama szeptember 30-án, vasárnap rajtolt.
| helyezés | rajtszám | versenyző         | csapat/motor         | futott kör | idő/kiesés oka | rajthely | abroncs | pont |
| -------- | -------- | ----------------- | -------------------- | ---------- | -------------- | -------- | ------- | ---- |
| 1        | 44       | Lewis Hamilton    | Mercedes             | 53         | 1:27:25,181    | 2        |         | 25   |
| 2        | 77       | Valtteri Bottas   | Mercedes             | 53         | +2,545         | 1        |         | 18   |
| 3        | 5        | Sebastian Vettel  | Ferrari              | 53         | +7,487         | 3        |         | 15   |
| 4        | 7        | Kimi Räikkönen    | Ferrari              | 53         | +16,543        | 4        |         | 12   |
| 5        | 33       | Max Verstappen    | Red Bull-TAG Heuer   | 53         | +31,016        | 19       |         | 10   |
| 6        | 3        | Daniel Ricciardo  | Red Bull-TAG Heuer   | 53         | +1:20,451      | 18       |         | 8    |
| 7        | 16       | Charles Leclerc   | Sauber-Ferrari       | 53         | +1:38,390      | 7        |         | 6    |
| 8        | 20       | Kevin Magnussen   | Haas-Ferrari         | 52         | +1 kör         | 5        |         | 4    |
| 9        | 31       | Esteban Ocon      | Force India-Mercedes | 52         | +1 kör         | 6        |         | 2    |
| 10       | 11       | Sergio Pérez      | Force India-Mercedes | 52         | +1 kör         | 8        |         | 1    |
| 11       | 8        | Romain Grosjean   | Haas-Ferrari         | 52         | +1 kör         | 9        |         |      |
| 12       | 27       | Nico Hülkenberg   | Renault              | 52         | +1 kör         | 12       |         |      |
| 13       | 9        | Marcus Ericsson   | Sauber-Ferrari       | 52         | +1 kör         | 10       |         |      |
| 14       | 14       | Fernando Alonso   | McLaren-Renault      | 52         | +1 kör         | 16       |         |      |
| 15       | 18       | Lance Stroll      | Williams-Mercedes    | 52         | +1 kör         | 14       |         |      |
| 16       | 2        | Stoffel Vandoorne | McLaren-Renault      | 51         | +2 kör         | 15       |         |      |
| 17       | 55       | Carlos Sainz Jr.  | Renault              | 51         | +2 kör         | 11       |         |      |
| 18       | 35       | Szergej Szirotkin | Williams-Mercedes    | 51         | +2 kör         | 13       |         |      |
| ki       | 10       | Pierre Gasly      | Toro Rosso-Honda     | 4          | fékek          | 17       |         |      |
| ki       | 28       | Brendon Hartley   | Toro Rosso-Honda     | 4          | fékek          | 20       |         |      |

## A világbajnokság állása a verseny után
| H   | Versenyzők       | Pont | H   | Konstruktőrök        | Pont |
| --- | ---------------- | ---- | --- | -------------------- | ---- |
| 1.  | Lewis Hamilton   | 306  | 1.  | Mercedes             | 495  |
| 2.  | Sebastian Vettel | 256  | 2.  | Ferrari              | 442  |
| 3.  | Valtteri Bottas  | 189  | 3.  | Red Bull-TAG Heuer   | 292  |
| 4.  | Kimi Räikkönen   | 186  | 4.  | Renault              | 91   |
| 5.  | Max Verstappen   | 158  | 5.  | Haas-Ferrari         | 80   |
| 6.  | Daniel Ricciardo | 134  | 6.  | McLaren-Renault      | 58   |
| 7.  | Kevin Magnussen  | 53   | 7.  | Force India-Mercedes | 35   |
| 8.  | Nico Hülkenberg  | 53   | 8.  | Toro Rosso-Honda     | 30   |
| 9.  | Fernando Alonso  | 50   | 9.  | Sauber-Ferrari       | 27   |
| 10. | Sergio Pérez     | 47   | 10. | Williams-Mercedes    | 7    |

(A teljes táblázat)

## Statisztikák
- Vezető helyen:
  - Valtteri Bottas: 11 kör (1-11)
  - Lewis Hamilton: 14 kör (12-14 és 43-53)
  - Kimi Räikkönen: 4 kör (15-18)
  - Max Verstappen: 24 kör (19-42)
- Valtteri Bottas 6. pole-pozíciója és 8. versenyben futott leggyorsabb köre.
- Lewis Hamilton 70. futamgyőzelme.
- A Mercedes 84. futamgyőzelme.
- Lewis Hamilton 130., Valtteri Bottas 29., Sebastian Vettel 109. dobogós helyezése.